# Carmen Small
Carmen Small, née McNellis le 20 avril 1980 à Durango dans le Colorado, est une ancienne coureuse cycliste américaine.

## Biographie

### Enfance et jeunesse
Carmen Small pratique plusieurs sports durant son enfance. Elle dispute des compétitions de ski nordique à partir de douze ans, puis également de gymnastique, kayak, volley-ball, basket-ball, softball, athlétisme. En 1997, elle participe à la victoire de l'équipe de volley-ball de la Durango High School (en) dans le championnat de l'État. Elle poursuit ses études au College of Southern Idaho (en), dont elle est membre de l'équipe de volley-ball pendant deux ans. Elle étudie ensuite les mathématiques à l'Université d'État du Colorado. Elle y découvre le triathlon. Elle est huitième du championnat des États-Unis universitaire en 2003. En 2005, elle participe à un camp de repérage de coureuse prometteuse de la fédération cycliste américaine. Elle est également repérée par Michael Engleman, qui la convainc de persévérer.

### Carrière cycliste
Après avoir couru dans une équipe régionale en 2006, Carmen Small est recrutée par l'équipe Aaron’s en 2007. Elle passe une grande partie de l'année 2008 en Europe avec l'équipe nationale américaine. Elle y dispute notamment plusieurs course de la coupe du monde. Souhaitant poursuivre son expérience en Europe, elle rejoint en 2009 l'équipe italienne S.C. Michela Fanini-Record-Rox. Elle n'y reste cependant que quelques mois et, déçue, rentre aux États-Unis. Elle songe un temps à arrêter le cyclisme, mais est contactée par Tina Pic afin de rejoindre l'équipe Colavita, en tant que coureuse invitée. Elle court ainsi avec cette équipe, puis signe un contrat avec elle. En début de saison 2010, elle s'illustre sur le calendrier américain en gagnant la Valley of the Sun Stage Race, la course en ligne de la Sea Otter Classic, une étape du Tour of the Gila. Durant les mois qui suivent, elle dispute le Tour de l'Aude et le Tour d'Italie, et se classe troisième du championnat des États-Unis sur route. En octobre, elle participe au championnat du monde sur route avec l'équipe des États-Unis et en prend la 65e place.
En 2011, Carmen Small rejoint l'équipe Tibco et court en Europe avec une sélection nationale. Jouant jusque-là essentiellement un rôle d'équipière, elle est recrutée en 2012 par l'équipe Optum-Kelly Benefit Strategies, qui la fait leader. Avec cette équipe, elle gagne notamment le classement individuel du National Racing Calendar, obtient sa première victoire en Europe, la Classique de Padoue et se classe deuxième du championnat des États-Unis sur route. Non-sélectionnée au équipe nationale pour les Jeux olympiques, elle dispute en revanche les championnats du monde. Elle s'y classe 16e du contre-la-montre et 29e de la course en ligne. En septembre, elle termine deuxième du chrono champenois derrière Wendy Houvenaghel. À la fin de cette saison, sa meilleure jusqu'alors, elle est recrutée par l'équipe Specialized-lululemon, l'une des meilleures équipes du monde. Elle vient apporter son expérience et ses qualités de grimpeuses doivent lui permettre d'aider Stevens.

#### 2013
En mai 2013, elle représente les États-Unis aux championnats panaméricains et y obtient la médaille d'argent du contre-la-montre. À la fin du mois, elle gagne deux courses contre-la-montre : le Chrono Gatineau et le championnat des États-Unis,. En juillet, lors du Tour de Thuringe, Carmen Small remporte la deuxième étape au sprint. En septembre, elle participe aux championnats du monde sur route à Florence, en Italie. Avec ses coéquipières de Specialized-lululemon, elle gagne le contre-la-montre par équipes de marque, dont l'équipe était tenante du titre,. Elle est ensuite médaillée de bronze du contre-la-montre individuel,.

#### 2014
Elle reste dans la même équipe en 2014. Le 1er mai, elle s'impose sur la deuxième étape du Tour of the Gila. Le 11 mai, Carmen Small remporte la première étape du Tour de Californie. À la fin du mois de mai, elle termine deuxième des Championnats des États-Unis contre-la-montre derrière Alison Powers.
L'équipe gagne pour la troisième année consécutive le contre-la-montre par équipe de l'Open de Suède Vårgårda. Elle a une avance de plus d'une minute sur l'équipe Rabobank-Liv qui suit et bat le record de l'épreuve. La composition est la suivante : Chantal Blaak, Lisa Brennauer, Karol-Ann Canuel, Carmen Small, Evelyn Stevens et Trixi Worrack. Aux contre-la-montre par équipes féminin aux championnats du monde, l'équipe qui a essuyé une chute à l'entraînement le samedi, remporte pour la troisième fois d'affilée l'épreuve avec plus d'une minute d'avance sur l'équipe Orica-AIS. Elle est sélectionnée pour l'épreuve individuelle du contre-la-montre mais se sent malade et ne prend pas le départ.

#### 2015
En 2015, elle termine deuxième du championnat national de contre-la-montre derrière Kristin Armstrong. Les conditions de course, notamment le vent, plus favorables pour cette dernière explique une partie du résultat. Début juin, elle remporte pour la seconde fois, en autant de participations, le Chrono Gatineau.

#### 2016
Au Trofeo Alfredo Binda-Comune di Cittiglio, le début de course est animé par une attaque de Carmen Small et Ann-Sophie Duyck. Elles se font cependant reprendre par le peloton. À Gand-Wevelgem, Carmen Small se classe quatrième du sprint du peloton soit cinquième de la course.
L'équipe participe à l'Emakumeen Euskal Bira dans le Pays basque. Carmen Small est troisième du prologue. Sur la première étape, elle s'échappe dans la dernière ascension à seize kilomètres de l'arrivée avec Emma Johansson qui la devance au sprint. Elle endosse néanmoins le maillot jaune de l'épreuve. Elle ne parvient cependant pas le lendemain à suivre les meilleures. La troisième étape est certes vallonnée mais se conclut par un sprint massif. Giorgia Bronzini y devance Carmen Small. Elle termine l'épreuve à la cinquième place du classement général. À la Flèche wallonne, Carmen Small attaque en haut de la côte de Solière. Elle commence la côte de Cherave en tête, mais s'y fait reprendre. Elle est finalement douzième,. En mai, elle devient Championne des États-Unis du contre-la-montre pour la première fois. Malgré cela, elle ne fait partie de la sélection olympique annoncée le 23 juin.

#### 2017
En 2017, elle rejoint la formation Véloconcept avec l'intention d'intégrer l'encadrement de manière progressive. Au Tour de Drenthe, elle fait une grosse chute. Elle encadre alors l'équipe mais ne participe plus aux compétitions.

## Palmarès sur route

### Par années
- 2010
  - Valley of the Sun Stage Race
  - Course en ligne de la Sea Otter Classic
  - 2e étape du Tour of the Gila
  - Tour d'Okinawa
  - 3e du championnat des États-Unis sur route
- 2012
  - USA Cycling National Racing Calendar
  - Classique de Padoue
  - 4e étape de la Cascade Classic
  - Nature Valley Grand Prix :
    - 1re étape
    - Classement général

  - 1re étape de la Joe Martin Stage Race
  - 2e du Tour of the Gila
  - 2e de la Joe Martin Stage Race
  - 2e du Chrono champenois
  - 2e de la Cascade Classic
  - 3e du championnat des États-Unis sur route
  - 3e du championnat des États-Unis du critérium
- 2013
  -  Championne du monde du contre-la-montre par équipes
  -  Championne des États-Unis du contre-la-montre
  - Chrono Gatineau
  - 2e étape du Tour de Thuringe
  - 1re étape du Nature Valley Grand Prix
  - 1re étape du Lotto Belisol Belgium Tour (contre-la-montre par équipes)
  - 2e étape du Boels Ladies Tour (contre-la-montre par équipes)
  -  Médaillée d'argent du championnat panaméricain du contre-la-montre
  - 2e du Chrono champenois - Trophée Européen
  -  Médaillée de bronze au championnat du monde du contre-la-montre
  - 3e du Nature Valley Grand Prix
  - 10e du Tour de Drenthe
  - 10e du Trofeo Alfredo Binda - Comune di Cittiglio
- 2014
  -  Championne du monde du contre-la-montre par équipes
  - 1re étape du Amgem Tour de Californie
  - 3e étape secteur b de l'Energiewacht Tour (contre-la-montre par équipes)
  - Contre-la-montre par équipes de Vårgårda  (Cdm)
  - North Star Grand Prix
  - 2e du championnat des États-Unis du contre-la-montre
- 2015
  -  Championne panaméricaine du contre-la-montre
  - Chrono Gatineau
  - 2e du championnat des États-Unis du contre-la-montre
- 2016
  -  Championne des États-Unis du contre-la-montre
  - 1re étape de la Cascade Cycling Classic
  - 3e de la Cascade Cycling Classic
  - 7e du Grand Prix de Plouay

### Classement UCI
| Année          | 2010 | 2011 | 2012 | 2013 | 2014 | 2015 | 2016 |
| Classement UCI | 117e | 370e | 41e  | 24e  | 296e | 45e  | 30e  |
| UCI World Tour | -    | -    | -    | -    | -    | -    | 19e  |

## Palmarès sur piste

### Coupe du monde
- 2014-2015
  - 3e de la poursuite par équipes à Cali